# Балезин, Степан Афанасьевич
Степан Афанасьевич Бале́зин (1904—1982) — советский химик, педагог, основатель научной школы ингибиторов коррозии металлов, доктор химических наук (1943), профессор (1944). Заслуженный деятель науки РСФСР (1964).

## Биография
Родился 4 января 1904 года в хуторе Володинский (ныне Чернушинский район, Пермская область). Степан Балезин учился в Бирском двуклассном реальном училище, которое окончил в 1916 году. С 1919 учитель начальной школы в деревне Павловка, директор детдома в Тюинске, с 1920 года уездный школьный инструктор. В 1922 секретарь Бирского уездного комитетата, в 1923—1924 годах ответственный работник Башкирского областного комитета РКСМ. В 1924 поступил в Институт соцвоспитания. В 1925—1930 годах учился на естественном факультете Ленинградского педагогического института имени А. И. Герцена, был аспирантом кафедры физиологии. Степан Афанасьевич был слушателем лекций в Институте красной профессуры и одновременно читал курс физической химии в МГУ имени М. В. Ломоносова. Затем после окончания ИКП в 1932 году был ассистентом-аспирантом в НИФХИ имени Л. Я. Карпова. В 1936 году Балезин защитил кандидатскую диссертацию на тему «Исследование каталитического синтеза сахаров из формальдегида» в Московском государственном университете, позже докторскую диссертацию по теме «Исследование процесса образования сахаров из формальдегида». В 1936 году уезжает работать в Куйбышевский медицинский институт, был доцентом, потом заведующий кафедрой физической и коллоидной химии, читал лекции на курсах физической химии и высшей математики. С 1938 года и до конца своей жизни учёный работал в МГПИ имени В. И. Ленина, руководил кафедрой аналитической и неорганической химии (впоследствии преобразованную в кафедру общей и аналитической химии).
По методике, предложенной Балезиным, в годы Великой Отечественной войны было очищено от ржавчины и введено в строй более 5 млн. предметов вооружения. Основатель научной школы по созданию ингибиторов коррозии металлов. Автор свыше 420 научных трудов и 52 изобретений. Главный редактор (1963—1970) и председатель редакционного совета (1970—1982) журнала «Химия в школе». 
В 1944—1948 годах профессор был заместителем заведующего отделом вузов и научных учреждений управления кадров ЦК КПСС.
С 1965 года руководил Проблемной научной лабораторией ингибиторов коррозии металлов, которую сам её создал. В 1967—1970 годах — главный научный советник ЮНЕСКО по реформе школьного образования в Индии, где профессор сыграл большую роль в реформировании школьного образования в области естественных наук и математики.
Является автором многих учебников по химии, среди них: «Руководство к практическим занятиям по неорганической химии» (1943), «Выдающиеся русские учёные-химики» (в соавт. с С. Д. Бесковым, 1950), «Отчего и как разрушаются металлы» (19??), «Практикум по физической и коллоидной химии» (1980) и другие.
Профессор подготовил 80 докторов наук и кандидатов наук. Своим учителем называл его Исаак Абрамович Подольный.
Скончался 23 января 1982 года. Похоронен в Москве на Ваганьковском кладбище

## Признание
- два ордена Трудового Красного Знамени (1944, 1946)
- орден Красной Звезды (1945)
- Сталинская премия третьей степени (1946) — за создание и внедрение в практику новых препаратов-ингибиторов, защищающих металлы от воздействия кислот
- заслуженный деятель науки РСФСР (1964)
- Отличник просвещения СССР (1970)
- Отличник народного просвещения РСФСР (1957).

## Память
В честь учёного Степана Афанасьевича Балезина была названа в городе Бирске улица Балезина.